# 鮑威爾頓 (加利福尼亞州)
鮑威爾頓（英語：Powellton）是位於美國加利福尼亞州比尤特縣的一個非建制地區。該地的面積和人口皆未知。

## 地理
鮑威爾頓的座標為39°55′44″N 121°34′21″W / 39.92889°N 121.57250°W，而該地的平均海拔高度為1104米（即3622英尺）。